# Llista de monuments de Sant Guim de Freixenet
Llista de monuments de Sant Guim de Freixenet inclosos en l'Inventari del Patrimoni Arquitectònic Català pel municipi de Sant Guim de Freixenet (Segarra). Inclou els inscrits en el Registre de Béns Culturals d'Interès Nacional (BCIN) amb la classificació de monuments històrics, els Béns Culturals d'Interès Local (BCIL) de caràcter immoble i la resta de béns arquitectònics integrants del patrimoni cultural català.
| Monument                                                                                  | Protecció    | Estil/època                                     | Localització                                                                                            | Coordenades                                          | Codi?         | Imatge |
| ----------------------------------------------------------------------------------------- | ------------ | ----------------------------------------------- | --- | ---------------------------------------------------- | ------------- | --- |
| Celler Cooperatiu de Sant Guim de Freixenet o Sindicat Agrícola de Sant Guim de Freixenet | BCIN 389-MH  | Noucentisme Cèsar Martinell i Brunet XX Inici   | Sant Guim de Freixenet Pl. del Sindicat                                                                 | 41° 39′ 16″ N, 1° 24′ 59″ E / 41.654333°N,1.416308°E | RI-51-0010509 | Celler Cooperatiu de Sant Guim de Freixenet · Vegeu més fotos d'aquest monument · Carregueu una nova foto d'aquest monument                                         |
| Castell de Santa Maria                                                                    | BCIN 1465-MH | XI-XII                                          | Sant Guim de Freixenet C. Únic, Castell de Santa Maria                                                  | 41° 40′ 52″ N, 1° 24′ 18″ E / 41.681168°N,1.404873°E | RI-51-0006470 | Castell de Santa Maria (Sant Guim de Freixenet) · Vegeu més fotos d'aquest monument · Carregueu una nova foto d'aquest monument                                     |
| Castell de la Tallada, o Cal la Picutina                                                  | BCIN 1466-MH | Romànic, obra popular XIII-XX                   | Sant Guim de Freixenet C. del Castell, la Tallada                                                       | 41° 38′ 27″ N, 1° 24′ 59″ E / 41.640815°N,1.416375°E | RI-51-0006471 | Castell de la Tallada (Sant Guim de Freixenet) · Vegeu més fotos d'aquest monument · Carregueu una nova foto d'aquest monument                                      |
| Castell de Vilalta                                                                        | BCIN 1467-MH | XI-XII                                          | Sant Guim de Freixenet Barranc de la Cova, la Tallada                                                   | 41° 38′ 28″ N, 1° 26′ 19″ E / 41.641012°N,1.438691°E | RI-51-0006472 | Castell de Vilalta (Sant Guim de Freixenet) · Vegeu més fotos d'aquest monument · Carregueu una nova foto d'aquest monument                                         |
| Església parroquial de Santa Maria de Freixenet de Segarra                                | BCIL 2002    | Romànic, barroc, neoclassicisme XI-XII, XIX, XX | Sant Guim de Freixenet Pl. de l'Església, Freixenet de Segarra                                          | 41° 39′ 42″ N, 1° 23′ 48″ E / 41.66154°N,1.39673°E   | IPA-21964     | Església parroquial de Santa Maria de Freixenet de Segarra (Sant Guim de Freixenet) · Vegeu més fotos d'aquest monument · Carregueu una nova foto d'aquest monument |
| Estació de tren                                                                           | BCIL 2002    | Obra popular XIX-XXI                            | Sant Guim de Freixenet C. Major, 14                                                                     | 41° 39′ 21″ N, 1° 25′ 14″ E / 41.65584°N,1.42057°E   | IPA-25281     | Estació de tren (Sant Guim de Freixenet) · Vegeu més fotos d'aquest monument · Carregueu una nova foto d'aquest monument                                            |
| Església parroquial del Sagrat Cor de Sant Guim de Freixenet                              |              | Obra popular XX                                 | Sant Guim de Freixenet Pl. Doctor Perelló                                                               | 41° 39′ 21″ N, 1° 25′ 07″ E / 41.65591°N,1.41858°E   | IPA-26219     | Església parroquial del Sagrat Cor de Sant Guim de Freixenet · Vegeu més fotos d'aquest monument · Carregueu una nova foto d'aquest monument                        |
| Cal Calafell                                                                              |              | Modernisme XX Inici                             | Sant Guim de Freixenet C. Major, 37                                                                     | 41° 39′ 19″ N, 1° 25′ 07″ E / 41.65523°N,1.41862°E   | IPA-26221     | Cal Calafell (Sant Guim de Freixenet) · Vegeu més fotos d'aquest monument · Carregueu una nova foto d'aquest monument                                               |
| Església de Santa Maria del Castell                                                       |              | Romànic, gòtic XII-XX                           | Sant Guim de Freixenet C. Únic, Castell de Santa Maria                                                  | 41° 40′ 52″ N, 1° 24′ 19″ E / 41.68106°N,1.40534°E   | IPA-26223     | Església de Santa Maria del Castell (Sant Guim de Freixenet) · Vegeu més fotos d'aquest monument · Carregueu una nova foto d'aquest monument                        |
| Església de Sant Cristòfol de la Rabassa                                                  |              | Barroc, obra popular XVIII-XX                   | Sant Guim de Freixenet Pl. de l'Església, la Rabassa                                                    | 41° 38′ 52″ N, 1° 22′ 59″ E / 41.64781°N,1.38296°E   | IPA-26229     | Església de Sant Cristòfol de la Rabassa (Sant Guim de Freixenet) · Vegeu més fotos d'aquest monument · Carregueu una nova foto d'aquest monument                   |
| Cal Sala                                                                                  |              | Obra popular XVI, XX Inici                      | Sant Guim de Freixenet C. Únic, la Rabassa                                                              | 41° 38′ 52″ N, 1° 22′ 58″ E / 41.64784°N,1.38276°E   | IPA-26231     | Cal Sala (Sant Guim de Freixenet) · Vegeu més fotos d'aquest monument · Carregueu una nova foto d'aquest monument                                                   |
| Església de Sant Pere de Sant Domí                                                        |              | Romànic, obra popular XII, XVIII                | Sant Guim de Freixenet Pl. de l'Església, Sant Domí                                                     | 41° 39′ 56″ N, 1° 24′ 49″ E / 41.66545°N,1.4137°E    | IPA-26235     | Església de Sant Pere de Sant Domí (Sant Guim de Freixenet) · Vegeu més fotos d'aquest monument · Carregueu una nova foto d'aquest monument                         |
| Església parroquial de Sant Martí de la Tallada                                           |              | Neoclassicisme XVIII-XIX                        | Sant Guim de Freixenet C. Major, la Tallada                                                             | 41° 38′ 26″ N, 1° 25′ 01″ E / 41.64062°N,1.41706°E   | IPA-26237     | Església parroquial de Sant Martí de la Tallada (Sant Guim de Freixenet) · Vegeu més fotos d'aquest monument · Carregueu una nova foto d'aquest monument            |
| Antic convent jesuïta                                                                     |              | Barroc XVII, XX Final                           | Sant Guim de Freixenet Pl. del Convent, Sant Guim de la Rabassa                                         | 41° 38′ 55″ N, 1° 24′ 23″ E / 41.64864°N,1.4063°E    | IPA-26239     | Antic Convent Jesuïta (Sant Guim de Freixenet) · Vegeu més fotos d'aquest monument · Carregueu una nova foto d'aquest monument                                      |
| Safareig de la Font del Filat                                                             |              | Obra popular XIX                                | Sant Guim de Freixenet La Rabassa                                                                       | 41° 38′ 41″ N, 1° 22′ 39″ E / 41.64471°N,1.37749°E   | IPA-33216     | Carregueu una nova foto d'aquest monument |
| Ermita de Sant Salvador d'Altadill                                                        |              | Obra popular XVIII-XIX                          | Sant Guim de Freixenet Altadill                                                                         | 41° 40′ 09″ N, 1° 23′ 35″ E / 41.66912°N,1.39292°E   | IPA-34541     | Ermita de Sant Salvador d'Altadill (Sant Guim de Freixenet) · Vegeu més fotos d'aquest monument · Carregueu una nova foto d'aquest monument                         |
| Creu Monumental de Freixenet de Segarra, o Creu de la Santa Missió                        |              | Obra popular XX                                 | Sant Guim de Freixenet Freixenet de Segarra                                                             | 41° 39′ 38″ N, 1° 23′ 45″ E / 41.66052°N,1.39595°E   | IPA-34542     | Creu Monumental de Freixenet de Segarra (Sant Guim de Freixenet) · Vegeu més fotos d'aquest monument · Carregueu una nova foto d'aquest monument                    |
| Castell de Sant Domí, o Cal Raich                                                         |              | Romànic, obra popular XI, XIX                   | Sant Guim de Freixenet C. Únic, Sant Domí                                                               | 41° 39′ 57″ N, 1° 24′ 48″ E / 41.66579°N,1.41335°E   | IPA-34543     | Castell de Sant Domí (Sant Guim de Freixenet) · Vegeu més fotos d'aquest monument · Carregueu una nova foto d'aquest monument                                       |
| Monument a la Mare de Déu del Camí                                                        |              | Obra popular XX Inici                           | Sant Guim de Freixenet Ctra. B-100 de Sant Guim de Freixenet a la Tallada                               | 41° 38′ 59″ N, 1° 25′ 16″ E / 41.64968°N,1.42121°E   | IPA-34544     | Monument a la Mare de Déu del Camí (Sant Guim de Freixenet) · Vegeu més fotos d'aquest monument · Carregueu una nova foto d'aquest monument                         |
| Cal Xel                                                                                   |              | Modernisme, obra popular XX Inici               | Sant Guim de Freixenet C. Major, 34                                                                     | 41° 39′ 22″ N, 1° 25′ 15″ E / 41.65618°N,1.42077°E   | IPA-34545     | Cal Xel (Sant Guim de Freixenet) · Vegeu més fotos d'aquest monument · Carregueu una nova foto d'aquest monument                                                    |
| Font de la Plaça del Doctor Perelló                                                       |              | Darreres tendències XX Mitjan                   | Sant Guim de Freixenet Pl. del Doctor Perelló                                                           | 41° 39′ 20″ N, 1° 25′ 07″ E / 41.6556°N,1.41855°E    | IPA-34546     | Font de la plaça del Doctor Perelló (Sant Guim de Freixenet) · Vegeu més fotos d'aquest monument · Carregueu una nova foto d'aquest monument                        |
| Cal Torreta de Sant Guim de Freixenet                                                     |              | Obra popular XIX Final                          | Sant Guim de Freixenet C. Sant Antoni Maria Claret, 2                                                   | 41° 39′ 18″ N, 1° 25′ 06″ E / 41.65512°N,1.41838°E   | IPA-34547     | Cal Torreta de Sant Guim de Freixenet · Vegeu més fotos d'aquest monument · Carregueu una nova foto d'aquest monument                                               |
| Portal de la Rabassa                                                                      |              | Gòtic XIII-XV, XX                               | Sant Guim de Freixenet C. Únic, la Rabassa                                                              | 41° 38′ 53″ N, 1° 22′ 58″ E / 41.64792°N,1.38265°E   | IPA-34548     | Portal de la Rabassa (Sant Guim de Freixenet) · Vegeu més fotos d'aquest monument · Carregueu una nova foto d'aquest monument                                       |
| Castell de Sant Guim de la Rabassa                                                        |              | Obra popular XVI                                | Sant Guim de Freixenet C. del Castell, Sant Guim de la Rabassa                                          | 41° 38′ 55″ N, 1° 24′ 21″ E / 41.64852°N,1.4058°E    | IPA-34549     | Castell de Sant Guim de la Rabassa (Sant Guim de Freixenet) · Vegeu més fotos d'aquest monument · Carregueu una nova foto d'aquest monument                         |
| Creu Monumental de Sant Guim de Freixenet, o Creu de la Santa Missió                      |              | Obra popular XX                                 | Sant Guim de Freixenet Passat el pas a nivell en direcció a la Panadella, sobre el marge de la via tren | 41° 39′ 16″ N, 1° 25′ 06″ E / 41.65444°N,1.41844°E   | IPA-34550     | Creu Monumental de Sant Guim de Freixenet · Vegeu més fotos d'aquest monument · Carregueu una nova foto d'aquest monument                                           |
| Dipòsit distribuïdor d'aigües                                                             |              | Obra popular XX Mitjan                          | Sant Guim de Freixenet La Tallada                                                                       | 41° 38′ 35″ N, 1° 25′ 09″ E / 41.64298°N,1.41918°E   | IPA-34551     | Dipòsit distribuïdor d'aigües (Sant Guim de Freixenet) · Vegeu més fotos d'aquest monument · Carregueu una nova foto d'aquest monument                              |
| Pas cobert del tren                                                                       |              | Obra popular XIX Mitjan                         | Sant Guim de Freixenet Sant Guim de la Rabassa, Entre el barri de Baix i el barri de Dalt               | 41° 38′ 52″ N, 1° 24′ 21″ E / 41.64789°N,1.4057°E    | IPA-34552     | Pas cobert del tren (Sant Guim de Freixenet) · Vegeu més fotos d'aquest monument · Carregueu una nova foto d'aquest monument                                        |
| Capella de Sant Cosme i Sant Damià d'Amorós                                               |              | Obra popular XVI-XVII, XIX-XX                   | Sant Guim de Freixenet C. Major, Amorós                                                                 | 41° 39′ 11″ N, 1° 25′ 38″ E / 41.65311°N,1.42714°E   | IPA-34553     | Capella de Sant Cosme i Sant Damià d'Amorós (Sant Guim de Freixenet) · Vegeu més fotos d'aquest monument · Carregueu una nova foto d'aquest monument                |
| Pas cobert de la Tallada                                                                  |              | Gòtic XIV                                       | Sant Guim de Freixenet C. del Castell, la Tallada                                                       | 41° 38′ 26″ N, 1° 25′ 00″ E / 41.6405°N,1.4166°E     | IPA-34554     | Pas cobert de la Tallada (Sant Guim de Freixenet) · Vegeu més fotos d'aquest monument · Carregueu una nova foto d'aquest monument                                   |
| Cal Marcé Vell                                                                            |              | Gòtic-renaixement, obra popular XVI-XVII, XX    | Sant Guim de Freixenet C. Major, 6, Freixenet de Segarra                                                | 41° 39′ 40″ N, 1° 23′ 47″ E / 41.66103°N,1.39637°E   | IPA-34555     | Cal Marcé Vell (Sant Guim de Freixenet) · Vegeu més fotos d'aquest monument · Carregueu una nova foto d'aquest monument                                             |
| Cal Torreta de Freixenet de Segarra                                                       |              | Obra popular XVI-XX                             | Sant Guim de Freixenet C. Alt, Freixenet de Segarra                                                     | 41° 39′ 40″ N, 1° 23′ 47″ E / 41.66111°N,1.39646°E   | IPA-34556     | Cal Torreta de Freixenet de Segarra (Sant Guim de Freixenet) · Vegeu més fotos d'aquest monument · Carregueu una nova foto d'aquest monument                        |
| Cal Sarró                                                                                 |              | Obra popular XIX-XX                             | Sant Guim de Freixenet C. Alt, Freixenet de Segarra                                                     | 41° 39′ 39″ N, 1° 23′ 48″ E / 41.66089°N,1.39656°E   | IPA-34557     | Cal Sarró (Sant Guim de Freixenet) · Vegeu més fotos d'aquest monument · Carregueu una nova foto d'aquest monument                                                  |
| Capella de Sant Joan de Palamós                                                           |              | Obra popular XVIII                              | Sant Guim de Freixenet Palamós                                                                          | 41° 38′ 25″ N, 1° 22′ 45″ E / 41.64039°N,1.3793°E    | IPA-34558     | Capella de Sant Joan de Palamós (Sant Guim de Freixenet) · Vegeu més fotos d'aquest monument · Carregueu una nova foto d'aquest monument                            |
| Font de Sant Salvador a Altadill                                                          |              | Obra popular XIX-XX                             | Sant Guim de Freixenet Altadill, a pocs metres de l'ermita                                              | 41° 40′ 10″ N, 1° 23′ 34″ E / 41.669376°N,1.392889°E | IPA-34559     | Font de Sant Salvador (Sant Guim de Freixenet) · Vegeu més fotos d'aquest monument · Carregueu una nova foto d'aquest monument                                      |
| Safareig de la Font de Freixenet de Segarra                                               |              | Obra popular XIX-XX                             | Sant Guim de Freixenet Freixenet de Segarra, darrera de cal Xacó                                        | 41° 39′ 35″ N, 1° 23′ 48″ E / 41.65963°N,1.39654°E   | IPA-34560     | Safareig de la Font de Freixenet de Segarra (Sant Guim de Freixenet) · Vegeu més fotos d'aquest monument · Carregueu una nova foto d'aquest monument                |
| Font de les Branques                                                                      |              | Obra popular XIX-XX                             | Sant Guim de Freixenet Camí de Branques, Castell de Santa Maria                                         | 41° 40′ 29″ N, 1° 24′ 54″ E / 41.67459°N,1.41507°E   | IPA-34561     | Font de les Branques (Sant Guim de Freixenet) · Vegeu més fotos d'aquest monument · Carregueu una nova foto d'aquest monument                                       |
| Pou de gel de Sant Domí                                                                   | BCIL 2008    |                                                 | Sant Guim de Freixenet Sant Domí                                                                        | 41° 40′ 03″ N, 1° 24′ 53″ E / 41.667409°N,1.414595°E | IPA-37867     | Pou de gel de Sant Domí (Sant Guim de Freixenet) · Vegeu més fotos d'aquest monument · Carregueu una nova foto d'aquest monument                                    |
| Antic forn de pa de Freixenet de Segarra                                                  |              | Obra popular XIX-XX                             | Sant Guim de Freixenet C. Major, Freixenet de Segarra                                                   | 41° 39′ 40″ N, 1° 23′ 47″ E / 41.66118°N,1.39641°E   | IPA-38255     | Antic forn de pa de Freixenet de Segarra (Sant Guim de Freixenet) · Vegeu més fotos d'aquest monument · Carregueu una nova foto d'aquest monument                   |
| Font del Pastor                                                                           |              | Obra popular XIX                                | Sant Guim de Freixenet Sant Domí, camí direcció el Castell de Santa Maria                               | 41° 39′ 52″ N, 1° 24′ 45″ E / 41.66448°N,1.41262°E   | IPA-38256     | Font del Pastor (Sant Guim de Freixenet) · Vegeu més fotos d'aquest monument · Carregueu una nova foto d'aquest monument                                            |